# Blond: Eva Blond! – Das Buch der Beleidigungen
Das Buch der Beleidigungen ist ein deutscher Kriminalfilm von Urs Egger aus dem Jahr 2002. Es handelt sich um den zweiten Film zur Sat.1-Kriminalfilmreihe Blond: Eva Blond! mit Corinna Harfouch in der Titelrolle. Die Erstausstrahlung erfolgte am 16. Oktober 2002 als Mittwochsfilm zur Hauptsendezeit auf Sat.1.

## Handlung
Die unter einer Rechtschreibschwäche leidende Kommissarin Eva Blond ermittelt mit ihrem türkischen Assistenten Alyans Karan im Mordfall an einer egozentrischen Theaterschauspielerin, die nur die „Diva“ genannt wurde, und einen Theaterkritiker durch Kunststoffkleber. Ins Vesieer der Ermittlungen gerät der Schauspieler Henry Engel, der ein Doppelleben als Henrietta Engel führt. Außerdem gerät Blond in einen Banküberfall und begibt sich ganz unkonventionell in die Täterrolle, um die Täter mit ihrer Dienstwaffe zu überwältigen.

## Kritik
Die Kritiker der Fernsehzeitschrift TV Spielfilm gaben dem zweiten Film von Blond: Eva Blond! je einen von drei möglichen Punkten in den Kategorien „Humor“, „Anspruch“, „Action“ und  „Erotik“ sowie zwei Punkte in der Kategorie „Spannung“. Sie merkten an: „Ähnlich hochgedreht, aber runder und bissiger als die erste „Eva Blond“-Folge, legt Urs Egger einen stimmig- stimmungsvollen Krimi hin, so spannend und abgründig wie die britische „Samantha Ryan“-Serie.“ und konstatierten: „Hervorragend bis ins kleinste Detail“. Der Film erhielt insgesamt die bestmögliche Wertung, Daumen nach oben.